# کتاب زمین

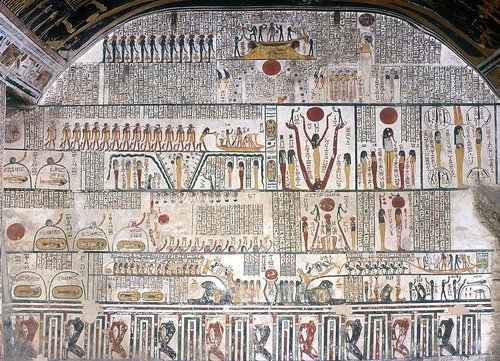
صحنه‌هایی از بخش الف کتاب
(اتاق تدفین شماره کی‌وی۹).

کتاب زمین یکی از متون مصری باستان مربوط به امور خاک‌سپاری مردگان و سوگواری است که بر روی گور چند تن از فراعین پیدا شده‌است.
این کتاب که با نام‌های «آفرینش قرص خورشید» و «کتاب آکِر» هم نامیده شده بر روی سنگ مزار یا دیواره‌های محل دفن مرنپتاه، تااوسرت، رامسس سوم، رامسس ششم و رامسس هفتم حک شده‌است. کتاب زمین بنا بر این تنها مربوط به دودمان بیستم فراعین می‌شده‌است. کتاب زمین در این گورها به عنوان متن همراه کتاب کهف حک شده‌است.
کتاب زمین، داستان سفر خورشید از گذرگاه ایزد زمین، آکر، را بازگو می‌کند. این سفر به چهار مرحله تقسیم شده‌است. ازیریس، رع و بَع چهره‌های اصلی این داستان هستند.